# Kimzeyit
Kimzeyit – minerał z grupy granatów, glinokrzemian wapnia i cyrkonu (czasem też tytanu), należący do klasy krzemianów. Należy do minerałów wyjątkowo rzadkich. Nazwa pochodzi od nazwiska jego odkrywcy, Joe Kimzeya. Zatwierdzony przez IMA jako nowy minerał w 1961 roku. 

## Właściwości
Kryształy występują w formie dodekaedrów zmodyfikowanych przez trapezoedry oraz zaokrąglonych ziaren. Posiada barwę ciemnobrązową oraz jest przezroczysty lub półprzezroczysty. Czasem bywa także częściowo nieprzezroczysty. Minerał izotropowy, więc nie wykazuje dwójłomności, ani pleochroizmu. Częstymi zanieczyszczeniami w strukturze są niob i magnez. 

## Występowanie
Występuje w karbonatycie związanym z ijolitem (ciemnobrązowe okazy z Magnet Cove w Arkansas); w lawie bazaltowej (brązowe okazy ze Stromboli we Włoszech) oraz w ultramaficznych żyłach lamprofirów w Ontario w Kanadzie (okazy blado czerwonawo-pomarańczowe). Towarzyszą mu minerały takie jak apatyt, kalcyt, monticellit, magnetyt, perowskit, anataz, anhydryt, wezuwianit, biotyt czy piryt.

## Miejsce występowania
Po raz pierwszy odkryty został w Magnet Cove w hrabstwie Hot Springs w Arkansas. Został odnaleziony także we Włoszech (Stromboli), Brazylii, Kanadzie (Ontario), Niemczech, Rosji, Norwegii i na Grenlandii. 